# Souday
Pour les articles homonymes, voir Souday (homonymie).
Souday est une commune historique du Loir-et-Cher (région Centre-Val de Loire), reléguée au statut de commune déléguée depuis 2018 et la fusion administrative avec les communes voisines d'Arville, Oigny, Saint-Agil et Saint-Avit afin de créer la commune nouvelle de Couëtron-au-Perche, dont Souday est le chef-lieu.
Ses habitants s'appellent les Soudaysiennes et les Soudaysiens.

## Géographie

### Localisation
Souday se trouve dans la région naturelle du Perche.

## Toponymie
Au Moyen Âge, le village est appelé, en bas latin, Soldiaco, de solidus, adjectif pris comme gentilice, suivi du suffixe -acus, indiquant le « domaine appartenant à ». La première remonte à 1036 (Vosus de Solday), dans le cartulaire de Saint-Calais[réf. nécessaire].

## Histoire
Le fief de Souday appartenait au XVIe siècle à une noble famille nommée Le Gallois. L'un de ses membres, messire Tribouillard de Souday, vassal de Jeanne de Penthièvre, se distingua par ses violences à Melleray et surtout pendant la guerre de Cent Ans. Il eut la garde du château de Montmirail et fut pris à la bataille de Poitiers en 1356.
Le château-manoir de Souday, appelé château de la Cour, passa par héritage à la maison de Saint-Berthevin. C'est ainsi qu'au début du règne de Louis XI, Souday avait pour seigneur Jean de Saint-Berthevin, écuyer, fils de Jean et Jacquette de Vassé. Celui-ci épousa en premières noces Jeanne de Tucé, veuve de Guillaume de Chaources, seigneur de Clinchamp avec laquelle il eut 1 fils et 1 fille. Guillaume de Saint-Berthevin qui épousera Catherine de La Tour fille de Raoulet, seigneur de Glatigny et Catherine de Saint-Berthevin qui épousera François de Mesenge, fils de René, seigneur de Saint-Paul-le-Gaultier. Jeanne de Tucé décéda en 1474.
Jean de Saint-Berthevin, qui avait passé la quarantaine, fit la connaissance d'une dame nommée Renée de Vendômois, âgée de 16 ans, qui habitait La Tibonnelière. Renée de Vendômois était la fille d'Hamelin de Vendômois et la nièce de Jeanne de Vendômois qui avait épousé en secondes noces Gervais de Ronsard, seigneur de La Poissonnière après avoir vécu en adultère avec Jean de Bourbon-Carency qu'elle finit par épouser en 1420.
Ayant épousé Renée de Vendômois, avec laquelle il eut 2 enfants, François né en janvier 1481 et le second qui mourut en bas âge. Jean de Saint-Berthevin mettait à sa disposition toutes ses richesses et recevait toute la noblesse du pays. Ainsi la jeune femme qui s'ennuyait, fit  connaissance d'un écuyer, Guillaume du Plessis, fils de feu Jean du Plessis et de Catherine d'Avaugour, dame du Mée en la paroisse d'Arrou se présentant comme un lointain cousin. Sa présence trop fréquente et la disparition de sommes d'argent importantes Jean de Saint-Berthevin en fit grief à sa femme et à Guillaume du Plessis.
Après avoir tenté d'empoisonner, sans succès, le mari, les amants commandèrent à un ancien serviteur de l'assassiner. L'homme passa à l'acte, un ou deux jours avant Noël entre le moulin de Taillefer et le manoir de la Cour sur le chemin de Glatigny.
[Quand ?]La collecte fiscale de Souday se composait de deux paroisses religieuses : Souday et Glatigny, qui établissaient un rôle de taille sous le nom de Souday et Glatigny[réf. nécessaire].
Entre le 29 janvier 1939 et le 8 février, plus de 3 100 réfugiés espagnols fuyant l'effondrement de la république espagnole devant Franco, arrivent en Loir-et-Cher. Devant l'insuffisance des structures d'accueil (les haras de Selles-sur-Cher sont notamment utilisés),  47 villages sont mis à contribution, dont Souday. Les réfugiés, essentiellement des femmes et des enfants, sont soumis à une quarantaine stricte, vaccinés, le courrier est limité, le ravitaillement, s'il est peu varié et cuisiné à la française, est cependant assuré. Au printemps et à l'été, les réfugiés sont regroupés à Bois-Brûlé (commune de Boisseau).

## Politique et administration

### Liste des maires
| Période   | Période          | Identité         | Étiquette | Qualité |
| --------- | ---------------- | ---------------- | --------- | ------- |
| mars 2001 | mars 2008        | Bernadette Dippe | -         |         |
| mars 2008 | mars 2014        | Roland Pasquier  | -         |         |
| mars 2014 | ?                | Bernard Augis    | -         |         |
| ?         | 31 décembre 2017 | Jacques Granger  | -         |         |

Depuis 2018 et la création de Couëtron-au-Perche, le maire élu à Souday est maire délégué au maire de la commune nouvelle.
| Période                                  | Période  | Identité        | Étiquette | Qualité                                 |
| ---------------------------------------- | -------- | --------------- | --------- | --------------------------------------- |
| Les données manquantes sont à compléter. |          |                 |           |                                         |
| janvier 2018                             | mai 2020 | Jacques Granger |           | Également maire de la commune nouvelle. |
| mai 2020                                 | en cours | Nadine Aubert   |           |                                         |

## Population et société

### Démographie
L'évolution du nombre d'habitants est connue à travers les recensements de la population effectués dans la commune depuis 1793. Pour les communes de moins de 10 000 habitants, une enquête de recensement portant sur toute la population est réalisée tous les cinq ans, les populations de référence des années intermédiaires étant quant à elles estimées par interpolation ou extrapolation. Pour la commune, le premier recensement exhaustif entrant dans le cadre du nouveau dispositif a été réalisé en 2005.

En 2015, la commune comptait 510 habitants, en évolution de −5,03 % par rapport à 2009 (Loir-et-Cher : −1,15 %, France hors Mayotte : +2,11 %).
| 1793  | 1800  | 1806  | 1821  | 1831  | 1836  | 1841  | 1846  | 1851  |
| ----- | ----- | ----- | ----- | ----- | ----- | ----- | ----- | ----- |
| 1 316 | 1 007 | 1 497 | 1 499 | 1 493 | 1 478 | 1 483 | 1 477 | 1 458 |

| 1856  | 1861  | 1866  | 1872  | 1876  | 1881  | 1886  | 1891  | 1896  |
| ----- | ----- | ----- | ----- | ----- | ----- | ----- | ----- | ----- |
| 1 429 | 1 347 | 1 337 | 1 288 | 1 280 | 1 314 | 1 259 | 1 240 | 1 261 |

| 1901  | 1906  | 1911  | 1921  | 1926  | 1931  | 1936  | 1946  | 1954 |
| ----- | ----- | ----- | ----- | ----- | ----- | ----- | ----- | ---- |
| 1 239 | 1 241 | 1 281 | 1 089 | 1 139 | 1 103 | 1 106 | 1 042 | 939  |

| 1962 | 1968 | 1975 | 1982 | 1990 | 1999 | 2005 | 2006 | 2010 |
| ---- | ---- | ---- | ---- | ---- | ---- | ---- | ---- | ---- |
| 843  | 756  | 688  | 601  | 567  | 542  | 538  | 544  | 538  |

| 2015 | - | - | - | - | - | - | - | - |
| ---- | - | - | - | - | - | - | - | - |
| 510  | - | - | - | - | - | - | - | - |

### Pyramide des âges en 2007
| Hommes | Classe d’âge | Femmes |
| ------ | ------------ | ------ |
| 0,4    | 90 ans ou +  | 1,1    |
| 9,9    | 75 à 89 ans  | 12,8   |
| 19,4   | 60 à 74 ans  | 19,6   |
| 18,3   | 45 à 59 ans  | 17,7   |
| 22,3   | 30 à 44 ans  | 20,4   |
| 11,7   | 15 à 29 ans  | 11,3   |
| 17,9   | 0 à 14 ans   | 17,0   |

| Hommes | Classe d’âge | Femmes |
| ------ | ------------ | ------ |
| 0,6    | 90 ans ou +  | 1,6    |
| 8,3    | 75 à 89 ans  | 11,5   |
| 14,8   | 60 à 74 ans  | 15,7   |
| 21,4   | 45 à 59 ans  | 20,6   |
| 20,3   | 30 à 44 ans  | 19,2   |
| 16,2   | 15 à 29 ans  | 14,7   |
| 18,5   | 0 à 14 ans   | 16,7   |

La population est relativement âgée. Le taux de personnes d'un âge supérieur à 60 ans (31,6 %) est en effet supérieur au taux national (21,6 %) et au taux départemental (26,3 %).
Contrairement aux répartitions nationale et départementale, la population masculine est supérieure à la population féminine (50,7 % contre 48,4 % au niveau national et 48,6 % au niveau départemental).
La répartition de la population par tranches d'âge est, en 2007, la suivante :
- 50,7 % d’hommes (0 à 14 ans = 17,9 %, 15 à 29 ans = 11,7 %, 30 à 44 ans = 22,3 %, 45 à 59 ans = 18,3 %, plus de 60 ans = 29,7 %) ;
- 49,3 % de femmes (0 à 14 ans = 17 %, 15 à 29 ans = 11,3 %, 30 à 44 ans = 20,4 %, 45 à 59 ans = 17,7 %, plus de 60 ans = 33,5 %).

## Culture locale et patrimoine

### Lieux et monuments
- Église Saint-Pierre de Souday des IXe et XVIe siècles qui fait l’objet d’un classement au titre des monuments historiques depuis le 11 décembre 1912[18]. Elle renferme :
  - 1 : Statue : pape du XVIIe, XVIIIe siècle  qui fait l’objet d’un classement au titre objet des monuments historiques depuis le 21 décembre 2006[19].
  - 2 : Statue : saint Jean-Baptiste du XVIIe, XVIIIe siècle qui fait l’objet d’un classement au titre objet des monuments historiques depuis le 21 décembre 2006[20].
  - 3 : Statue : saint Pierre du XVIIIe siècle qui fait l’objet d’un classement au titre objet des monuments historiques depuis le 21 décembre 2006[21].
- Château de la Cour.

L'ancienne Cour de Souday, entourée des eaux du Couëtron, n'était pas une de ces imposantes forteresses dont nous entretiennent les chroniqueurs, que l'on assiégeait et que l'on défendait avec acharnement dans les guerres civiles et dans les guerres d'invasion. Ce serait une erreur de supposer que tout gentilhomme avait un donjon, ceint de deux ou trois fossés, et de hautes tours à sa demeure. Les châteaux forts étaient l'exception. Le manoir de Jean de Saint-Berthevin, comme les autres gentilhommières, était construit sur le plan d'une vaste ferme et il est facile de le reconstituer d'après des données générales. Un grand portail, presque toujours surmonté d'une chambre, au-dessus duquel se détachait en relief l'écusson du seigneur, donnait accès à une cour carrée, entourée d'écuries, vacheries, bergeries, pressoirs, chapelle et autres bâtiments.
Au fond, s'élevait l'habitation du maître qui se composait ordinairement d'une cuisine, d'un cellier, d'une grande salle au rez-de-chaussée et de quelques chambres avec garde-robe au premier étage. Le mobilier des chambres principales consistait en un lit à dais tendu de serge rouge, jaune ou verte, parfois rehaussé de  broderies et de bordures de soie, avec une ou deux tables, des chaises à dossier et des bahuts servant à la fois de coffres et de sièges. Les murs étaient couverts de tapisseries de Flandre ou de Turquie et des nattes cachaient le pavé. La garde-robe renfermait d'autres bahuts et des armoires qui contenaient le linge, les vêtements et le meuble indispensable, la chaise de nécessité.
Dans la chambre du seigneur, on remarquait, outre le mobilier, des épées et des dagues avec leurs fourreaux de velours. La salle principale, au rez-de-chaussée, où maîtres et serviteurs se réunissaient pour les repas, était décorée d'arbalètes, de pistolets, d'arquebuses, de javelines et de vouges de guerre. Ces demeures simples, défendues soit par des fossés, soit par des bras de rivière comme à la Cour, abritaient pourtant de nobles personnages, chevaliers et écuyers. À l'instar de leurs puissants suzerains qui menaient grand train dans leurs châteaux aux robustes murailles, les gentilshommes campagnards avaient pennons et bannières, écussons sur leurs cottes d'armes et sur les robes de leurs femmes, portaient l'armure et conduisaient souvent à la bataille une compagnie d'écuyers.

### Personnalités liées à la commune
- Guillaume du Bellay (1491-1543), historien français, y est né.
- Jean du Bellay (1498-1560), ecclésiastique et diplomate français, y est né.
- Jérôme-Ludovic-Marie de Solages (1862-1927), Président de la Société des Mines de Carmaux, député de la IIe circonscription d'Albi, Tarn, opposant politique de Jean Jaurès, propriétaire du château de la Cour, est mort.

### Héraldique
|  | Les armoiries de Souday se blasonnent ainsi : De sinople au sautoir d'or. Armes des premiers seigneurs de Souday aux XIe et XIIe s. |